# Bosskinken
Bosskinken (Sphenomorphus) zijn een geslacht van hagedissen uit de familie skinken.

## Naam en indeling
De wetenschappelijke naam van de groep werd voor het eerst voorgesteld door Leopold Fitzinger in 1843. Er zijn 112 soorten beschreven, inclusief enkele recent beschreven soorten zoals Sphenomorphus sungaicolus (2016), Sphenomorphus dekkerae (2017) en Sphenomorphus yersini die voor het eerste wetenschappelijk werd beschreven in 2018. Dergelijke recente soorten worden in de literatuur nog niet vermeld.
Het soortenaantal was in het verleden aanzienlijk hoger -tot meer dan 150. Vele soorten zijn echter afgesplitst en behoren tegenwoordig tot andere geslachten, zoals Lankascincus. Sommige voormalige soorten worden tegenwoordig beschouwd als een variatie van een andere soort. Een voorbeeld is Sphenomorphus misolense die sinds 2017 niet meer als soort wordt erkend maar als een ongeldige wetenschappelijke naam van de soort Sphenomorphus simus wordt beschouwd.
Verschillende Nederlandse biologen hebben bosskinken beschreven, zoals Nelly de Rooij die de soorten Sphenomorphus longicaudatus en Sphenomorphus nigriventris een naam gaf. De Duits-Nederlandse zoöloog Max Wilhelm Carl Weber beschreef in 1890 de soort Sphenomorphus striolatus.

## Verspreiding en habitat
De verschillende soorten komen voor in delen van Azië en Oceanië en leven in de landen of eilandengroepen Admiraliteitseilanden, Bangladesh, Bismarck-archipel, Bhutan, Cambodja, China, Filipijnen, India, Indonesië, Laos, Maleisië, Myanmar, Nepal, Nieuw-Guinea, Palau, Papoea-Nieuw-Guinea, Salomonseilanden, Soenda-eilanden, Taiwan, Thailand, Tibet en Vietnam. Er is echter één uitzondering: de soort Sphenomorphus rarus is uitsluitend te vinden in Panama, dat in Midden-Amerika is gelegen. De soort komt alleen voor langs de Atlantische kust in het oosten van het land en niet langs de westkust zoals men zou verwachten.
De habitat bestaat vaak uit begroeide gebieden zoals bergbossen en tropische regenwouden. De meeste soorten leven in de bladeren van de strooisellaag. Van de soort Sphenomorphus cryptotis is bekend dat de dieren goed kunnen zwemmen en ook onder water kunnen duiken bij gevaar.

## Uiterlijke kenmerken

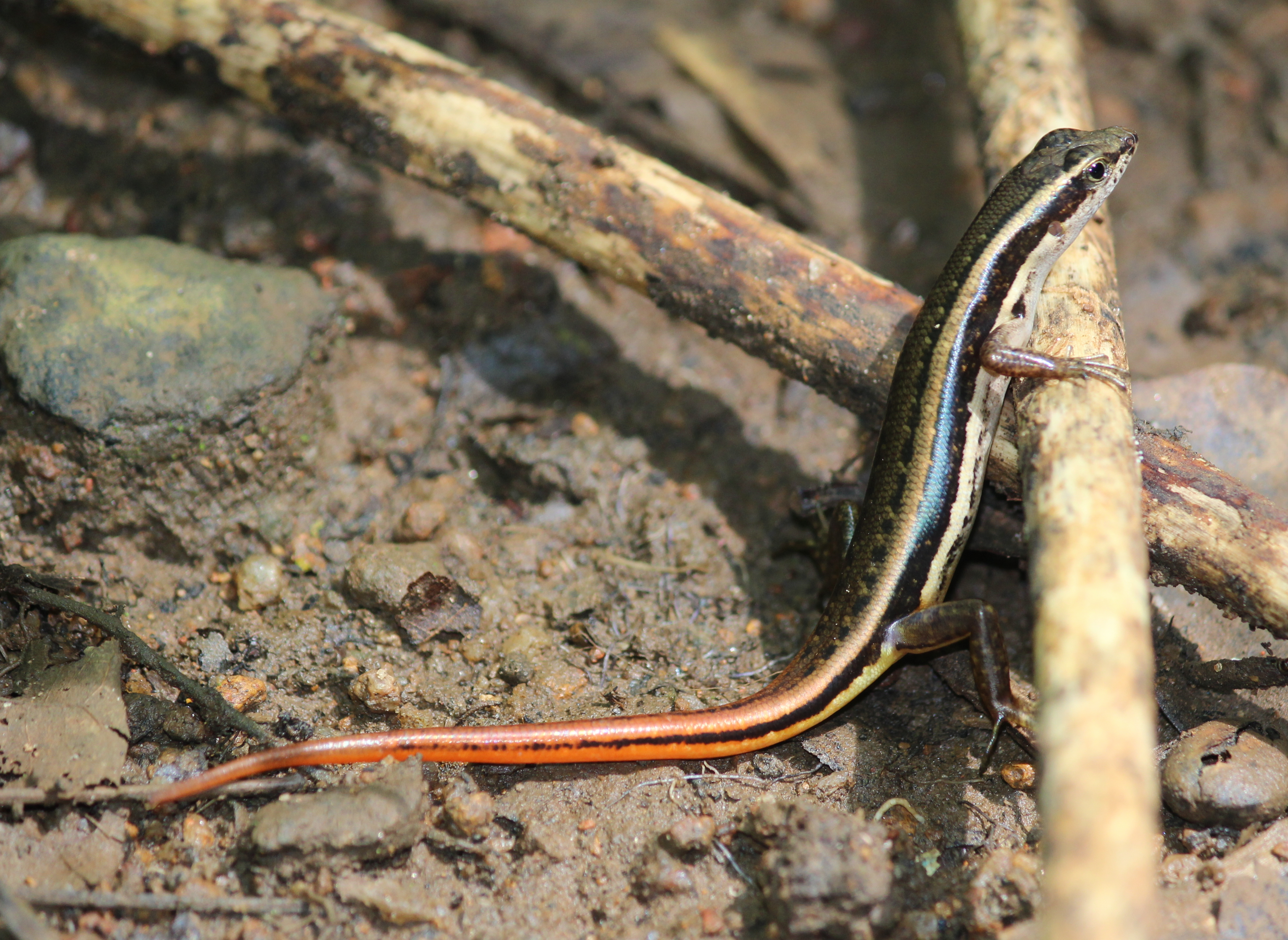
Sphenomorphus dussumieri heeft een rode staart.

De oogleden zijn beweeglijk en hebben geen doorzichtig venster in het midden. In 2013 werd echter een soort ontdekt die afwijkende oogleden heeft. Sphenomorphus apalpebratus heeft in tegenstelling tot andere soorten wel een doorzichtig venster in het onderste ooglid zodat de hagedis met gesloten ogen toch kan zien. Een dergelijke aanpassing komt ook voor bij andere groepen van skinken. De gehooropeningen hebben lobachtige schubben aan de achterrand.
Bosskinken blijven klein tot middelgroot, de lichaamslengte verschilt enigszins per soort. Sphenomorphus helenae bijvoorbeeld bereikt een lichaamslengte exclusief de staart van nog geen drie centimeter terwijl Sphenomorphus indicus een kopromplengte tot bijna tien cm heeft.
De staart is altijd langer dan het lichaam, maar de verhoudingen verschillen. Eerder genoemde Sphenomorphus indicus heeft een staart tot ongeveer 15,5 centimeter. De soort Sphenomorphus tersus heeft een lijf van negen centimeter en een staart van zeventien cm. De poten zijn altijd goed ontwikkeld en dragen vijf vingers en tenen.
De lichaamskleur van de verschillende soorten is zeer variabel. De meeste soorten hebben een bruine tot grijze kleur met vlekken en strepen. Sommige soorten hebben felle kleuren, bijvoorbeeld Sphenomorphus dussumieri die een helder rode kleur aan de staart heeft.

## Levenswijze
Op het menu staan ongewervelde dieren zoals spinnen en insecten, vooral keverlarven, mieren, sprinkhanen en termieten.
De vrouwtjes zijn meestal eierleggend, maar er zijn ook levendbarende soorten bekend. Bij dergelijke soorten komen de jongen in een dunschalig ei ter wereld maar zijn al volledig ontwikkeld en komen korte tijd later tevoorschijn.

## Beschermingsstatus
Door de internationale natuurbeschermingsorganisatie IUCN is aan 105 soorten een beschermingsstatus toegewezen. De meeste soorten -63 in totaal- worden gezien als 'veilig' (Least Concern of LC), 31 soorten als 'onzeker' (Data Deficient of DD) en de soort Sphenomorphus knollmanae wordt beschouwd als 'kwetsbaar' (Vulnerable of VU). Acht soorten staan te boek als 'gevoelig' (Near Threatened of NT) en alleen de skinken Sphenomorphus cameronicus en Sphenomorphus modigliani hebben de beschermingsstatus 'bedreigd' (Endangered of EN).

## Soortenlijst
Het geslacht omvat de volgende soorten, met de auteur en het verspreidingsgebied.
| Naam                           | Auteur                                                                   | Verspreidingsgebied |
| ------------------------------ | ------------------------------------------------------------------------ | --- |
| Sphenomorphus acutus           | Peters, 1864                                                             | Filipijnen |
| Sphenomorphus aignanus         | Boulenger, 1898                                                          | Papoea-Nieuw-Guinea |
| Sphenomorphus alfredi          | Boulenger, 1898                                                          | Maleisië |
| Sphenomorphus annectens        | Boulenger, 1897                                                          | Papoea-Nieuw-Guinea |
| Sphenomorphus anomalopus       | Boulenger, 1890                                                          | Maleisië, Indonesië |
| Sphenomorphus anotus           | Greer, 1973                                                              | Papoea-Nieuw-Guinea |
| Sphenomorphus apalpebratus     | Datta-Roy, Das, Bauer, Lyngdoh-Tron & Karanth, 2013                      | India |
| Sphenomorphus bacboensis       | Eremchenko, 2003                                                         | Vietnam |
| Sphenomorphus bignelli         | Schmidt, 1932                                                            | Salomonseilanden |
| Sphenomorphus brunneus         | Greer & Parker, 1974                                                     | Papoea-Nieuw-Guinea |
| Sphenomorphus buenloicus       | Darevsky & Nguyen Van Sang, 1983                                         | Vietnam |
| Sphenomorphus buettikoferi     | Lidth de Jeude, 1905                                                     | Indonesië |
| Sphenomorphus cameronicus      | Smith, 1924                                                              | Maleisië |
| Sphenomorphus capitolythos     | Shea & Michels, 2009                                                     | Indonesië |
| Sphenomorphus celebense        | Müller, 1894                                                             | Indonesië |
| Sphenomorphus cinereus         | Greer & Parker, 1974                                                     | Papoea-Nieuw-Guinea |
| Sphenomorphus concinnatus      | Boulenger, 1887                                                          | Salomonseilanden |
| Sphenomorphus consobrinus      | Peters & Doria, 1878                                                     | Indonesië |
| Sphenomorphus cophias          | Boulenger, 1908                                                          | Maleisië |
| Sphenomorphus courcyanum       | Annandale, 1912                                                          | India, China |
| Sphenomorphus cranei           | Schmidt, 1932                                                            | Salomonseilanden |
| Sphenomorphus crassus          | Inger, Lian, Lakim & Yambun, 2001                                        | Maleisië |
| Sphenomorphus cryptotis        | Darevsky, Orlov & Cuc, 2004                                              | Vietnam |
| Sphenomorphus cyanolaemus      | Inger & Hosmer, 1965                                                     | Indonesië, Maleisië |
| Sphenomorphus darlingtoni      | Loveridge, 1945                                                          | Papoea-Nieuw-Guinea |
| Sphenomorphus dekkerae         | Shea, 2017                                                               | Indonesië |
| Sphenomorphus derooyae         | De Jong, 1927                                                            | Admiraliteitseilanden, Bismarck-archipel, Indonesië                                                                           |
| Sphenomorphus diwata           | Brown & Rabor, 1967                                                      | Filipijnen |
| Sphenomorphus dussumieri       | Duméril & Bibron, 1839                                                   | India |
| Sphenomorphus fasciatus        | Gray, 1845                                                               | Filipijnen, Indonesië |
| Sphenomorphus forbesi          | Boulenger, 1888                                                          | Papoea-Nieuw-Guinea |
| Sphenomorphus fragilis         | Macleay, 1877                                                            | Salomonseilanden |
| Sphenomorphus fragosus         | Greer & Parker, 1967                                                     | Papoea-Nieuw-Guinea |
| Sphenomorphus fuscolineatus    | Greer & Shea, 2004                                                       | Papoea-Nieuw-Guinea |
| Sphenomorphus grandisonae      | Taylor, 1962                                                             | Thailand |
| Sphenomorphus granulatus       | Boulenger, 1903                                                          | Papoea-Nieuw-Guinea |
| Sphenomorphus haasi            | Inger & Hosmer, 1965                                                     | Indonesië, Maleisië |
| Sphenomorphus helenae          | Cochran, 1927                                                            | Thailand |
| Sphenomorphus incognitus       | Thompson, 1912                                                           | China, Taiwan, Vietnam |
| Sphenomorphus indicus          | Gray, 1853                                                               | Bhutan, Cambodja, China, India, Laos, Maleisië, Myanmar, Nepal, Taiwan, Thailand, Vietnam                                     |
| Sphenomorphus jobiensis        | Meyer, 1874                                                              | Admiraliteitseilanden, Bismarck-archipel, Indonesië, Papoea-Nieuw-Guinea                                                      |
| Sphenomorphus kinabaluensis    | Bartlett, 1895                                                           | Maleisië |
| Sphenomorphus latifasciatus    | Meyer, 1874                                                              | Indonesië |
| Sphenomorphus leptofasciatus   | Greer & Parker, 1974                                                     | Papoea-Nieuw-Guinea |
| Sphenomorphus lineopunctulatus | Taylor, 1962                                                             | Cambodja, Laos, Thailand |
| Sphenomorphus longicaudatus    | De Rooij, 1915                                                           | Papoea-Nieuw-Guinea |
| Sphenomorphus loriae           | Boulenger, 1897                                                          | Papoea-Nieuw-Guinea |
| Sphenomorphus louisiadensis    | Boulenger, 1903                                                          | Papoea-Nieuw-Guinea |
| Sphenomorphus maculatus        | Blyth, 1853                                                              | Bangladesh, Bhutan, Cambodja, China, India, Maleisië, Myanmar, Nepal, Nieuw-Guinea, Soenda-eilanden, Tibet, Thailand, Vietnam |
| Sphenomorphus maculicollus     | Bacon, 1967                                                              | Maleisië |
| Sphenomorphus maindroni        | Sauvage, 1879                                                            | Nieuw-Guinea |
| Sphenomorphus malaisei         | Rendahl, 1937                                                            | Myanmar |
| Sphenomorphus malayanum        | Doria, 1888                                                              | Indonesië, Maleisië, Vietnam                                                                                                  |
| Sphenomorphus megalops         | Annandale, 1906                                                          | Sri Lanka |
| Sphenomorphus melanopogon      | Duméril & Bibron, 1839                                                   | Indonesië, Nieuw-Guinea |
| Sphenomorphus meyeri           | Doria, 1875                                                              | Indonesië, Papoea-Nieuw-Guinea                                                                                                |
| Sphenomorphus microtympanus    | Greer, 1973                                                              | Papoea-Nieuw-Guinea |
| Sphenomorphus mimicus          | Taylor, 1962                                                             | Thailand, Vietnam |
| Sphenomorphus mimikanum        | Boulenger, 1914                                                          | Nieuw-Guinea |
| Sphenomorphus minutus          | Meyer, 1874                                                              | Indonesië |
| Sphenomorphus modigliani       | Boulenger, 1894                                                          | Indonesië |
| Sphenomorphus muelleri         | Schlegel, 1837                                                           | Indonesië |
| Sphenomorphus multisquamatus   | Inger, 1958                                                              | Indonesië, Maleisië |
| Sphenomorphus murudensis       | Smith, 1925                                                              | Indonesië, Maleisië |
| Sphenomorphus necopinatus      | Brongersma, 1942                                                         | Indonesië |
| Sphenomorphus neuhaussi        | Vogt, 1911                                                               | Papoea-Nieuw-Guinea |
| Sphenomorphus nigriventris     | De Rooij, 1915                                                           | Papoea-Nieuw-Guinea |
| Sphenomorphus nigrolabris      | Günther, 1873                                                            | Indonesië |
| Sphenomorphus nigrolineatus    | Boulenger, 1897                                                          | Papoea-Nieuw-Guinea |
| Sphenomorphus oligolepis       | Boulenger, 1914                                                          | Indonesië, Papoea-Nieuw-Guinea                                                                                                |
| Sphenomorphus orientale        | Shreve, 1940                                                             | Myanmar |
| Sphenomorphus papuae           | Kinghorn, 1928                                                           | Papoea-Nieuw-Guinea |
| Sphenomorphus praesignis       | Boulenger, 1900                                                          | Maleisië, Thailand |
| Sphenomorphus pratti           | Boulenger, 1903                                                          | Papoea-Nieuw-Guinea |
| Sphenomorphus puncticentralis  | Iskandar, 1994                                                           | Indonesië |
| Sphenomorphus rarus            | Myers & Donnelly, 1991                                                   | Panama |
| Sphenomorphus rufus            | Boulenger, 1887                                                          | Indonesië |
| Sphenomorphus sabanus          | Inger, 1958                                                              | Indonesië, Maleisië |
| Sphenomorphus sananus          | Kopstein, 1926                                                           | Indonesië |
| Sphenomorphus sanctus          | Duméril & Bibron, 1839                                                   | Indonesië, Maleisië |
| Sphenomorphus sarasinorum      | Boulenger, 1897                                                          | Indonesië |
| Sphenomorphus schlegeli        | Dunn, 1927                                                               | Indonesië |
| Sphenomorphus schultzei        | Vogt, 1911                                                               | Indonesië, Papoea-Nieuw-Guinea                                                                                                |
| Sphenomorphus scotophilus      | Boulenger, 1900                                                          | Indonesië, Maleisië, Thailand                                                                                                 |
| Sphenomorphus scutatus         | Peters, 1867                                                             | Palau |
| Sphenomorphus senja            | Grismer & Quah, 2015                                                     | Maleisië |
| Sphenomorphus sheai            | Nguyen, Nguyen, Van Devender, Bonkowski & Ziegler, 2013                  | Vietnam |
| Sphenomorphus shelfordi        | Boulenger, 1900                                                          | Indonesië, Maleisië |
| Sphenomorphus simus            | Sauvage, 1879                                                            | Indonesië, Papoea-Nieuw-Guinea                                                                                                |
| Sphenomorphus solomonis        | Boulenger, 1887                                                          | Admiraliteitseilanden, Bismarck-archipel, Indonesië, Salomonseilanden, Nieuw-Guinea                                           |
| Sphenomorphus stellatus        | Boulenger, 1900                                                          | Borneo, Cambodja, Maleisië, Thailand, Vietnam                                                                                 |
| Sphenomorphus striolatus       | Weber, 1890                                                              | Indonesië |
| Sphenomorphus sungaicolus      | Sumarli, Grismer, Wood, Ahmad, Rizal, Ismail, Izam, Ahmad & Linkem, 2016 | Maleisië |
| Sphenomorphus taiwanensis      | Chen & Lue, 1987                                                         | Taiwan |
| Sphenomorphus tanahtinggi      | Inger, Lian, Lakim & Yambun, 2001                                        | Maleisië |
| Sphenomorphus tanneri          | Greer & Parker, 1967                                                     | Bismarck-archipel, Salomonseilanden                                                                                           |
| Sphenomorphus taylori          | Burt, 1930                                                               | Salomonseilanden |
| Sphenomorphus tenuiculus       | Mocquard, 1890                                                           | Indonesië, Maleisië |
| Sphenomorphus tersus           | Smith, 1916                                                              | Thailand, Maleisië |
| Sphenomorphus tetradactylus    | Darevsky & Orlov, 2005                                                   | Vietnam |
| Sphenomorphus tonkinensis      | Nguyen, Schmitz, Nguyen, Orlov, Böhme & Ziegler, 2011                    | Vietnam |
| Sphenomorphus transversus      | Greer & Parker, 1971                                                     | Salomonseilanden |
| Sphenomorphus tridigitus       | Greer & Parker, 1971                                                     | Laos, Vietnam |
| Sphenomorphus tritaeniatus     | Bourret, 1937                                                            | Vietnam |
| Sphenomorphus tropidonotus     | Boulenger, 1897                                                          | Indonesië |
| Sphenomorphus undulatus        | Peters & Doria, 1878                                                     | Indonesië, Nieuw-Guinea |
| Sphenomorphus vanheurni        | Brongersma, 1942                                                         | Indonesië |
| Sphenomorphus variegatus       | Peters, 1867                                                             | Filipijnen, Indonesië, Maleisië                                                                                               |
| Sphenomorphus wollastoni       | Boulenger, 1914                                                          | Papoea-Nieuw-Guinea |
| Sphenomorphus woodfordi        | Boulenger, 1887                                                          | Salomonseilanden |
| Sphenomorphus yersini          | Nguyen, Nguyen, Nguyen, Orlov & Murphy, 2018                             | Vietnam |
| Sphenomorphus zimmeri          | Ahl, 1933                                                                | Indonesië |